# 스타게이트의 기술
스타게이트 시리즈에는 다양한 종족이 등장하며 그들이 보유한 기술 역시 종족별로 상이하다.

## 지구인 기술
지구인은 고아울드에게는 '타우리'로, 레이스에게는 '아틀란티스인'으로 알려져 있다.
지구인은 스타게이트 SG팀들의 활동을 통해 아스가르드, 토크라 등 외계 종족들과 협력하면서 여러 가지 미래 기술을 입수하였다.
SG팀들이 스타게이트를 통해 가져온 외계 기술들은 주로 스타게이트 사령부 또는 51구역에서 연구되었다.
페가수스 은하의 아틀란티스를 발견한 이후로, 지구인들은 고대인의 기술을 이해하는 데 있어 상당한 진척이 있었다.

## 고대인 기술
고대인의 본래 명칭은 '알테란'이며, 페가수스 은하에서는 '랜티언'으로 알려져 있다. 고대인들은 스타게이트 세계 내에서 가장 진보한 문명을 가지고 있다. 그들의 기술적 성취 중 하나가 바로 스타게이트 네트워크이다. 고대인의 발명품과 기계들은 스타게이트 스토리 상에서 큰 역할을 한다.

### 스타게이트

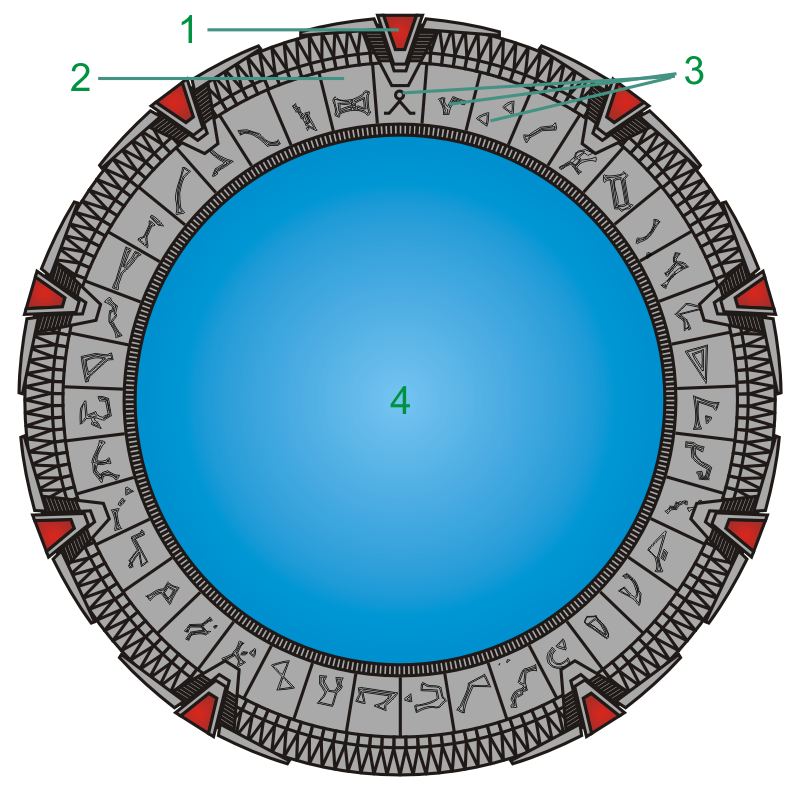
스타게이트

스타게이트(Stargate)는 스타게이트 시리즈에 등장하는 웜홀을 생성하는 가공의 장치이다.
직경은 6.7m, 무게는 29톤, 주재질은 나콰다이다. 외부 고리에는 일정한 간격으로 쉐브론(chevrons) 9개가 있고 내부 고리에는 39개의 문자가 양각으로 표시되어 있다. 스타게이트는 초전도체 역할을 하며 정상적으로 동작하면 다른 스타게이트로 이어지는 인공 웜홀이 생성된다. 이를 통해 단방향 여행이 가능하다.
1. 셰브론(chevron)[1]
2. 다이얼(dialing ring)
3. 문자(glyphs)
4. 사상의 지평선(event horizon)[2]

### 주소 체계
스타게이트 주소는 7~9개의 문자 조합으로 이루어진다. 7자리 주소체계에서 앞 6자리는 도착지점을 나타내는 좌표이고 나머지 1개는 출발지점을 나타낸다. 동력원을 확장하면 8~9개의 문자 조합으로 더 먼 지역까지 갈 수 있다.

문자 조합 체계

지구를 나타내는 문자

| 39가지의 문자 |
| ------------- |
|               |
|               |
|               |
|               |
|               |

## 아스가르드 기술
다이얼 장치
돌모양의 소형 장치로, DHD 없이도 지정한 목적지로 갈 수 있도록 스타게이트를 작동시킬 수 있다.
레플리케이터 분해 위성
고대인의 리플리케이터 분해기를 기초로 하여 이를 행성 규모로 기능을 증폭시키 만들어낸 위성이다. Fifth를 방어하기 위해 알파 사이트에 한 대를 지원해주기도 했다. 지구인들은 행성급 대(對)리플리케이터 무기를 자체적으로 개발하고 있다.
빔 기술
사람 또는 물건을 다른 장소로 이동시키는 텔레포트 시스템이다. 이 기술을 사용하기 위해서는 센서 락이 필요하다. 이를 위해 SG 팀원들은 위치 추적기를 휴대하고 있다.
시간 지연 장치
행성 할라에서 레플리케이터를 가두기 위해 사용된 바 있다. 블랙홀의 차원간 틈새를 봉합하기 위해 지구 측에 빌려준 적이 있다. 오디세이의 아스가르드 코어에는 내장된 시간 지연 장치가 있는데, Unending 편에서는 오라이로부터 달아나기 위해 사용하였다.
홀로그램 시스템
3차원 영상을 원격으로 투영할 수 있는 장치이다.
아스가르드 플라즈마 빔 무기
아스가르드인들의 두 번째 행성이 자폭하기 직전 개발된 강력한 에너지 빔 무기로, 자폭 직전 아스가르드인들이 지구인들에게 준 기술 중 하나이다. 출력이 매우 커서 7번의 공격으로 오라이 전함을 파괴할 수 있다.

## 아슈란 기술
코어 드라이브
아슈란 전투함의 항법 장치 요소이다. 매케이는 페가수스 은하에서 오로라급 전투함을 추적하기 위해 이것으로 사용한다.
탐사기(Probe)
위성 무기(Satellite weapon)

## 고아울드 기술
방어막(Force shield)
수부 기구(Hand device)
석관
회복용 캡슐로 빠르게 대처한다면 지팡이 무기나 재트니커텔에 공격당한 사람의 생명도 살릴 수 있다.
지팡이 무기(Staff weapon)
자파(Jaffa)의 표준형 무기로, 금속제 지팡이로 위쪽에는 아몬드 모양의 머리가 달려 있다. 지팡이를 조작하면 머리 부분이 갈라지며, 강력한 에너지 파를 발사할 수 있다. 잭 오닐은 전쟁용 무기라기 보다는 테러용 무기라고 평가하기도 했다.
재트니커텔(Zat'nik'tel)
약칭 잿건. 전기적인 충격을 발사하는 원거리 무기로 첫 피격시 기절을 하며, 첫 피격에 의한 기절상태에서 두 번째 피격을 당하면 죽는다.
죽은 대상에게 이 잿건을 쏘면 분자분해된다.

## 오라이 기술
궤도 무기 위성(Orbital weapons satellite)
강력한 에너지 빔을 발사하는 위성이다.
사도는 테갈루스(Tegalus)에 오리진으로 개종하는 대가로 랜드 보호령 계획을 제공하였다. 스타게이트 사령부는 그 무기를 파괴하기 위해 프로메테우스를 보냈다. 프로메테우스의 무기로는 그 위성의 방어막을 뚫을 수 없었지만, 그 대신 자폭시킬 수 있었다.
오라이 스태프 무기
고아울드의 그것과 비슷한 기능을 하나 조금 더 날렵한 디자인을 하고 있으며 파란색의 광선이 발사된다
사도 역병
슈퍼게이트
스타게이트와 유사하나 훨씬 거대하며 오라이 함선들이 자신들의 은하에서 건너올때 사용한다.

## 토크라 기술
- 숙주에서 고아울드 레이져로 빼내는기술

참고자료 스타게이트 컨티넘
- 크리스탈 동굴

토크라의 비밀기지로 사용하며 내부의 면적은 사용자가 원하는만큼 조절이 가능하다.
내구력은 카탁급 함선의 공격을 잠시 방어할 수준의
방공호의 내구도를 가지고있다.

## 레이스 기술
아공간 추적기
아공간을 통해 추적 신호를 전송하는 유기체 장치이다. 레이스는 도망자들이 도망가지 못하도록 그들의 척추에 이것을 이식한다.
생체 장갑
하이브 쉽부터 다트에 이르기까지 레이스의 함선은 생체장갑을 사용한다. 어느 정도의 피해는 복구가 가능하다.

## 기타 기술
양자 거울
리모컨장치와 함께 이용된다. 리모컨 조작을 하면 거울 건너편에 다른차원의 양자 거울이 있는 곳을 비춰준다. 계속 켜두고 있으면 차원간의 연결이 지속되며 거울을 끌 경우 다른차원과 연결이 끊어지며 같은차원을 찾기위해서는 리모컨장치 조작을 해야한다.
톨란 이온 포
여행자 권총
터치스톤

## 가공의 물질
나콰다
나콰다(Naqahdah, /ˈnækwɨdə/)는 규암과 비슷한 형태의 희소 초중금속이다. 스타게이트 원판 영화에서부터 등장하지만 거기서는 이름이 언급되지 않는다.
나콰다는 일반적으로 무기로 사용된다. 나콰다는 에너지를 증폭시키는데, 폭발물과 함께 사용하면 파괴력이 극대화된다. 나콰다는 태양계에서는 자연적으로 생성되지 않는다.
나콰드리아
뉴트로늄
트리늄

## 같이 보기
- 스타게이트